# Kivra (företag)
Kivra AB är ett svenskt aktiebolag som driver den digital brevlådan Kivra sedan 2011 och har nästan 6 miljoner användare år 2024. Kivra levererar post åt företag såväl som svenska myndigheter. Idag ägs Kivra av H&M-grundarens sonson Karl-Johan Persson och Wallenbergstiftelserna. Företaget verkar i Finland som Kivra Oy.
Namnet Kivra är ett anagram av ordet arkiv.